# Giuseppe Meazza
Giuseppe Meazza (23. kolovoza 1910. – 21. kolovoza 1979.), talijanski nogometaš, najbolji strijelac u povijesti kluba Inter Milana.
Po njemu je ime dobio i Interov stadion – Stadio Giuseppe Meazza, poznatiji i kao San Siro.